# Nazionale femminile di pallacanestro della Bolivia
La nazionale di pallacanestro femminile della Bolivia, selezione delle migliori giocatrici di pallacanestro di nazionalità boliviana, rappresenta la Bolivia nelle competizioni internazionali femminili di pallacanestro organizzate dalla FIBA ed è gestita dalla Federazione cestistica della Bolivia.

## Piazzamenti

### Campionati dl mondo
- 1979 - 10°

### Campionati sudamericani
- 1946 - 4°
- 1950 - 5°
- 1952 - 6°
- 1954 - 5°
- 1972 - 7°

- 1974 -  3°
- 1977 - 8°
- 1978 -  2°
- 1993 - 5°
- 1997 - 8°

- 1999 - 5°
- 2001 - 7°
- 2006 - 8°

### Giochi panamericani
- 1979 - 7°

## Formazioni

### Campionati del mondo
Campionato mondiale femminile di pallacanestro 19794 Blanco, 5 Saavedra, 6 R. Rojas, 7 L. Rojas, 8 C. Zambrana, 9 Gandarillas, 10 Yáñez, 11 Pinto, 12 Sandoval, 13 Navia, 14 Quiñones, 15 N. Zambrana,        All. Mario Orrico

### Campionati sudamericani
Campionato sudamericano femminile di pallacanestro 1946Aramayo, L. Azcárraga, M. Azcárraga, J. Iriarte, M. Iriarte, Moya, Sanabria, Soto, Terán, Villarroel, All. Juan Vicente Rodríguez
Campionato sudamericano femminile di pallacanestro 195251 Riveros, 52 García, 53 Montafio, 54 Sanabria, 55 Aparicio, 56 Azcárraga, 57 Espalda, 58 Terán, 59 Rotuño, 60 Iriarte, 61 Muñoz, 62 Guardio,        All. -
Campionato sudamericano femminile di pallacanestro 1954Abel, Aguilera, Aparicio, García, E. Guerra, H. Guerra, Gutiérrez, Muñoz, Oyola, Roca, Villaroel, Zambrana, All. Joseph Jiraski
Campionato sudamericano femminile di pallacanestro 1978Blanco, Chucatini, T. Claros, V. Claros, Gudmonzón, Navia, Quiñones, Rojas, Saavedra, Yáñez, Zambrana, All. Mario Orrico
Campionato sudamericano femminile di pallacanestro 20064 Márquez, 5 Peña, 6 Medrano, 7 Florida, 8 Zárate, 9 Crespo, 10 Vaca, 11 Berrocal, 12 Beltrán, 13 Pacheco, 14 Tejeda, 15 Dorado,        All. Mario Vásquez

### Giochi panamericani
Pallacanestro femminile agli VIII Giochi panamericaniBlanco, Gandarillas, Navia, Pinto, Quiñones, L. Rojas, R. Rojas, Saavedra, Sandoval, Yáñez, C. Zambrana, N. Zambrana, All. Mario Orrico